# Rhipidomys nitela
Rhipidomys nitela és una espècie de mamífer rosegador de la família dels cricètids. Viu a les planes amazòniques del centre-nord del Brasil, la Guaiana Francesa, Guyana, Surinam i el sud de Veneçuela. El seu hàbitat natural són els boscos primaris i secundaris. És una espècie en risc mínim, és a dir, no sembla que hi hagi cap amenaça significativa per a la seva supervivència.